# كونراد ويل (تريثلت)
كونراد ويل (بالإنجليزية: Conrad Will)‏ هو تريثلت أمريكي، ولد في 29 يوليو 1941، وتوفي في 11 سبتمبر 2002.